# Holacourt
Holacourt é uma comuna francesa na região administrativa de Grande Leste, no departamento de Mosela. Estende-se por uma área de 2,92 km². Em 2010 a comuna tinha 90 habitantes (densidade: 30,8 hab./km²).